# Domenico Savino
Domenico Savino (Tarante, 13 januari 1882 – New York, 1973) was een Italiaans-Amerikaans componist, dirigent, pianist en muziekuitgever. Voor bepaalde werken gebruikt hij het pseudoniem: D(avid) Onivas.

## Levensloop
Savino studeerde compositie, piano en orkestdirectie aan het Conservatorio di San Pietro a Majella di Napoli in Napels. Aan het begin van de 20e eeuw vertrok hij naar de Verenigde Staten. In het begin van zijn carrière werkte hij onder andere samen met de filmster Rudolph Valentino, die hij ook naar Amerika gebracht had.
In 1914 werd hij genaturaliseerd tot staatsburger van de Verenigde Staten.
Verschillende malen dirigeerde Savino het CBS Symphony Orchestra in werken van Paul Whiteman en Vincent Lopez. Hij werd een van de drie partners in de grote muziekuitgeverij Robbins Music.
Als componist schreef hij zelf meer dan 2500 publiceerde werken. Hij arrangeerde ook werken voor bekende artiesten tussen 1920 en 1940 zoals Hugo Winterhalter en Mitch Ayres. In de latere jaren werkte hij voornamelijk samen met het Rome (Georgia) symphony orchestra. Vele van zijn latere werken zijn verkrijgbaar via de muziekuitgave Thomas J. Valentino Inc..

## Composities

### Werken voor orkest
- 1919 Himalya (samen met: S. R. Henry, pseudoniem van Henry Stern (1874-1966))
- 18th Century Minuet
- 20th Century Dramatic Opening
- A Child's Dream
- A little story
- A Study in Blue
- Adriana
- Affectionate Letter
- Afternoon in Madrid
- Airborne Closing
- Airborne Opening
- Amor de Mexico
- Amour Triste
- Arabesque
- Argentina Days
- Arrival of Decison
- At the Fair
- At the Terminus
- Autumn Ode
- Badinage Bridge
- Barcarolle
- Bavarian Reminiscent
- Beautiful Sunset
- Belle of Seville
- Bells and Beaux
- Birth of Light
- Blue Parakeet
- Bridge of Sighs
- Broad Field Bridge
- Budding Romance
- Butterfly
- Calm Sea
- Chant des Oiseaux
- Carillon
- Casbah Nights
- Change of Scene
- Children at play
- Children's Games
- China Doll's Lullabye
- Cielito Lindo
- Cinema Opening
- Cloistered Hills
- Club Paree
- Cossack Fury
- Country Episode
- Countryside Bridge
- Cup to my lips
- Czardas Nights
- Dance of the Dolls
- Danse antique
- Death of a Doll
- Declaration of Love
- Deliberation
- Devotion
- Eastern Romance
- Emotional Disturbance
- En Voiture
- En Voiture Bridge
- Enigmatic Closing
- Enigmatic Opening
- Evening of Love
- Evening Serenade
- Eventide
- Expectancy
- Faith Eternal
- Family outing
- Fidelity
- Fond Memories
- French Childhood
- Frere Jacques
- Friendship
- Frivolity
- Furtive Flirtation
- Gaiety

- Gavotte
- Gay Excursion
- Games and Flowers
- Garden Scenes
- Glory of the Cathedral
- Good Night Dearie (samen met: S. R. Henry)
- Great Country Opening
- Gypsy Love
- Happy Awakening
- Happy Country
- Happy Family
- Heart Stab
- High Street in Chungking
- Hill and Dale
- Holiday Express
- Humoresque
- Ideals
- Impressions of Italy
  1. The Alps
  2. The Lakes
  3. Venetian Lagoon
  4. Rome at dawn
  5. Sorrento Folk Dance
- In a Spanish Garden
- In the Boudoir
- In the Country
- In the Saddle
- Industrial Film Opening
- Interlude
- Italian Sentiments
- Japanese Sunset
- Japanese Tea
- Jeunesse
- Jolly Maidens
- Joyous Conclution
- June Barcarolle
- King of the Mountain Closing
- King of the Mountain Opening
- La Golondrina
- La Valse
- La Valse Nr. 2
- Lake Como
- Le petit danseuse
- Light Romantic Closing
- Light Romantic Curtain
- Light Romantic Opening
- Little Serenade
- Little White Donkey
- Lonely Hour
- Long Shadows
- Love's Sadness
- Lullaby
- Manon
- March* Mediterannean Mood
- Marionette's Wedding
- May Morning
- Mazurka
- Mazurka Nr. 2
- Meadowland
- Meadow Sprite
- Meditation
- Mediterranean Mood
- Mexican Fiesta
- Minuet Antica
- Mission of Mercy
- Moonlight Dance
- Moto Perpetuo
- Musical Show Opening
- My Native Land
- My Own Land Closing
- My Own Land Opening
- Neapolitan Moods
- Neapolitanesca
- Niagara
- Nocturne Nr. 1

- Nocturne Nr. 2
- Nocturne Nr. 2
- Nocturne Nr. 5
- Nocturne Nr. 6
- Norwegian Gaieties
- Nostalgic Melody
- Nostalgic Remberence
- Novelette Nr. 1
- Novelette Nr. 4
- Novelette Nr. 7
- Novelette Nr. 8
- Novelette Pastorale
- Occupational Therapy
- On the Boulevard
- Orientale
- Overture to Spring
- Overture Fantasy
- Pahjahmah (samen met: S. R. Henry)
- Pantomime Flirtation
- Past Impressions
- Pastoral
- Pastorale Episode
- Pavane
- Pensive Interlude
- Popular Dance
- Power and Glory
- Processional
- Promenade in the Park
- Quiet Waters
- Regal Entrance
- Remember Me
- Remembrance
- Remembrance of Paris
- Rio Holiday
- Rockbound Coast
- Romantic Intermezzo
- Romantic Prelude
- Romantic Stroll
- Rustic Merriment
- Rustic Revels
- Sail Ho! Opening
- Sail Ho! Closing
- Saltarello
- Scandinavia
- Scandinavian Fantasy
- Sentimental Maiden
- Serenata Time
- Serene Reflections
- Shamrock Isle
- Shanghai Holiday
- Snowbirds
- Sorrow and Sentiment
- Springs Awakening
- Stitch in time
- Tarantella
- Tense Buildup
- The Cenacle
- The Cuckoo
- Tin Soldiers
- Tune from Londonderry
- Turbulence Nr. 2
- Twinkling Toes
- Under the Rain
- Vesuvian Rhapsody
- Viennese Garden
- Villa Borghese
- Village Festival
- V.I.P.
- Walking alone
- Weary Heart
- When the Swallows return
- Whispering Winds
- Wiegenlied
- Word of Love

### Werken voor harmonieorkest
- 1954 Campus Festival Overture
- Neapolitan Rhapsody
- Romantic Waltz, voor piano en harmonieorkest

### Vocale muziek
- 1918 Indianola, voor zangstem en orkest - tekst: Frank H. Warren - (samen met: S. R. Henry)
- 1918 Kentucky dream waltz, voor zangstem en orkest - tekst: Agnetta Floris - (samen met: S. R. Henry)
- 1919 Now I know, voor zangstem en orkest - tekst: Frank H. Warren - (samen met: S. R. Henry)
- 1920 Burning sands, voor zangstem en orkest - tekst: Jack Meskill (1897-1973)

### Filmmuziek
- 1928 The Patriot
- 1931 Guilty Hands
- 1931 Sidewalks of New York
- 1938 Chi è più felice di me?